# Glíptica
A glíptica é a arte de gravar em pedras preciosas, que inclui a talha e a escultura cavada ou em alto-relevo (camafeu). A palavra deriva do grego glyptikẽ ("arte de gravura") ou do grego clássico γλυπτός (glyptós; "objeto gravado"). O termo é usualmente aplicado à arte de talhar os selos cilíndricos da antiga Mesopotâmia. Os temas mais comuns da glíptica são de caráter mitológico, religioso, cultural ou simbólico.
É uma técnica muito antiga — foram encontrados selos cilíndricos gravados datados do 4.º milénio a.C. na Baixa Mesopotâmia, na região da Suméria. Durante a Antiguidade, a glíptica desenvolveu-se não só na Mesopotâmia mas também em particular no Egito, graças aos tradicionais amuletos gravados em pedras preciosas. Originalmente, a função dos objetos gravados era utilitária e só muito mais tarde passaram a ter fins artísticos. Um dos mais célebres mestres de glíptica foi Jacques Gay, o gravador favorito de Madame de Pompadour.